# خوان رويز دي ألاركون
خوان رويز دي ألاركون (حوالي 1581-4 أغسطس 1639) كاتب إسباني جديد على العصر الذهبي علّم أنواعًا مختلفة من الدراما. تشمل أعماله العمل الكوميدي لا فيرداد سوسبيشوسا أو الحقيقة المشبوهة، والذي يعتبر تحفة فنية في المسرح الباروكي في أمريكا اللاتينية.

## عائلته
ولد خوان رويز دي ألاركون في ريال دي تاكسكو، التي سميت فيما بعد تاكسكو دي ألاركون تكريمًا له. كانت عائلته من النبلاء الأشتوريين القدامى. أطلق ألفونسو الثامن ملك قشتالة اسم ألاركون على سلفه فيرين مارتينيز دي سيبالوس بعد أن نجح في طرد الموريين من قلعة ألاركون بالقرب من كوينكا عام 1177. كان أجداد خوان رويز دي ألاركون من جهة أمه هيرناندو وماريا دي ميندوزا من بين أوائل الإسبان الذين وصلوا إلى المكسيك في عام 1535، ووطدوا أنفسهم في تاكسكو. تزوجت ابنتهما ليونور دي ميندوزا من بيدرو رويز دي ألاركون الذي وصف بأنه هيدالغو (أحد ألقاب طبقة النبلاء).
كان لخوان رويز دي ألاركون أربعة أشقاء هم: بيدرو رويز دي ألاركون، الذي كان عميد كلية القديس يوحنا اللاتيراني، وهيرناندو رويز دي ألاركون الذي كان قسًا ومعروفًا بكتابة أطروحة توثق الممارسات الدينية غير المسيحية لهنود ناهوا في وسط المكسيك، وغاسبار وغارسيا، الذين لا يعرف عنهم سوى القليل.

## حياته
ولد خوان رويز دي ألاركون نحو عام 1581 في ريال دي تاكسكو، إسبانيا الجديدة، حيث كان والده مشرفًا على المناجم؛ تنحدر والدته من واحدة من أكثر العائلات شهرة في إسبانيا، عائلة ميندوزا. كان صغير القامة ويعاني من الحداب. إلى جانب ذلك، جعلته بشرته ذات الشعر الأحمر هدفًا للسخرية في بعض الأحيان، نظرًا لأن بعض قطاعات المجتمع الكاثوليكي المحافظ الذي عاش فيه لاحقًا تتصور أن يهوذا الإسخريوطي كان أحمر الشعر. لهذا السبب، غالبًا ما سخر منتقدوه من مظهره بدلًا من أعماله.
ذهب إلى إسبانيا عام 1600، حيث درس القانون في جامعة شلمنقة. واصل دراسته ليحصل على ليسانس في القانون-أي ما يعادل تقريبًا درجة الماجستير الحديثة- التي أكملها في عام 1605، دون الحصول على الدرجة. بدلًا من ذلك، مارس المحاماة لفترة في إشبيلية، ثم عاد في عام 1608 إلى المكسيك، وفي عام 1609 حصل على ليسانس من جامعة المكسيك. أكمل دراسته للحصول على الدكتوراه بعد ذلك بوقت قصير إلى حد ما، لكنه لم يحصل على الدرجة، على الأرجح بسبب التكاليف الباهظة إلى حد ما المرتبطة بالحفل. عمل مستشارًا قانونيًا لفترة من الوقت، ومحاميًا، وقاضي تحقيق مؤقت، وحاول مرارًا وتكرارًا دون جدوى الحصول على كرسي تدريس في الجامعة.
بعد عودته إلى إسبانيا حوالي عام 1611، دخل منزل ماركيز دي ساليناس، وبدأ حياة محبطة من البحث عن عمل في البلاط. في الوقت نفسه، وكوسيلة بحتة لكسب المال على ما يبدو، ألقى بنفسه في الحياة الأدبية والمسرحية للعاصمة، وقُدمت في النهاية العديد من مسرحياته. لم تنجح مسرحيته الأولى، إل سيميغانتي دي سي ميزمو، لكنها جذبت الانتباه إليه. تعرض للسخرية والانتقاد من البعض؛ وحصل على الدعم من آخرين.
تابع هذه الحياة المزدوجة لمدة عشر سنوات، حتى حصل أخيرًا على تعيين مؤقت أولًا ودائم فيما بعد في المجلس الملكي لجزر الهند (1626) — مثل محكمة الاستئناف للمستعمرات الإسبانية في أمريكا. على ما يبدو، عندما حدث النجاح السياسي، أوقف مساعيه الأدبية تقريبًا — على الرغم من أنه نشر مجلدين من مسرحياته (في عامي 1628 و1634)، ربما لأنه قد تم قرصنت بعضها ونشره سابقا بإسناد كاذب لمنافسه المسرحي فيليكس لوب دي فيغا. بعد ثلاثة عشر عاما من الخدمة القانونية للتاج، توفي في مدريد عام 1639.